# 주한 핀란드 대사관
주한 핀란드 대사관(핀란드어: Suomen suurlähetystö Seoul, 스웨덴어: Finlands ambassad i Seoul)은 대한민국 서울특별시 종로구 세종대로 1 교보생명보험 빌딩 18층에 위치하고 있는 핀란드 대사관이다. 현직 주한 핀란드 대사는 페카 메소이다.

## 역사
핀란드는 분단 국가와는 외교 관계를 맺지 않는다는 원칙을 지켜오다가 1973년 4월 남북한을 동시에 승인하였다. 대한민국은 1972년 5월 설치하였던 핀란드 통상대표부를 1973년 8월 대사관으로 승격하고, 핀란드는 대한민국에 1973년 12월 핀란드 겸임 대사관, 1977년 9월 상무관실을 개설한 후, 1986년 상주 대사가 부임하였다. 조선민주주의인민공화국은 1973년 6월 주핀란드 조선민주주의인민공화국 무역대표부를 대사관으로 승격하였으나 1999년 4월 폐쇄하고 주스웨덴 조선민주주의인민공화국 대사관이 겸임하고 있다.
양국은 1974년 사증면제협정, 1979년 이중과세방지협정, 1993년 투자보장협정, 문화협정, 1996년 항공협정을 체결하고 1997년 과학기술협력 각서를 교환하였다. 1994년 8월 한승주 외무부장관, 1996년 9월 윤관 대법원장, 1999년 8월 신상우 국회부의장 등이 핀란드를 방문하고 핀란드에서는 1994년 10월 에스코 아호 총리, 1996년 2월 사울리 니니스퇴 재무장관, 1998년 8월 페카 하비스토 환경장관 등이 방한하였다.

## 주요 업무
주요 업무는 대한민국 정부와의 정치적, 경제적, 사회적, 문화적 협력, 외교, 경제 정보 수집, 수출, 통상 진흥, 외교 정책 홍보, 문화, 학술, 체육 교류 협력, 대한민국 거주 핀란드 국민의 보호, 육성, 국적, 호적, 여권 업무 및 핀란드 여행객에 대한 사증 발급 등이다. 대한민국과 핀란드 사이에는 사증 면제 협정이 체결되어 있기 때문에 관광 및 방문을 목적으로 핀란드에 입국한 대한민국 국민, 대한민국에 입국한 핀란드 국민 모두 상호주의 원칙에 따라 최대 90일까지 상대방 국가에서 사증 없이 체류할 수 있다.

## 같이 보기
관련 항목
- 따루 살미넨 - 주한 핀란드 대사관에서 근무하다가 번역가, 공무원, 방송인으로 활동했다.
- 핀란드의 재외공관 목록
- 대한민국 주재 외국공관 목록
- 대한민국-핀란드 관계
- 주핀란드 대한민국 대사관

교보생명보험 빌딩 관련
- 주한 호주 대사관
- 주한 오스트리아 대사관
- 주한 콜롬비아 대사관
- 주한 리투아니아 대사관